# Arco polilobulado

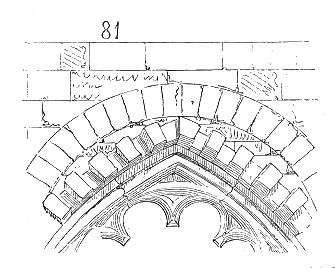
Arco polilobulado en una ventana de la Catedral de Troyes.

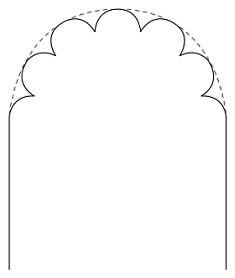
Arco polilobulado de medio punto de siete segmentos semicirculares.

El arco polilobulado (o multilobulado) es un arco formado por pequeños arcos de medio punto (lóbulos), que apareció en la arquitectura omeya en el siglo VII. Hace alusión a que puede contener una serie de lóbulos, que recrean la disposición simétrica de las hojas de algunas plantas mediante círculos superpuestos. El número específico de lóbulos se indica con un prefijo: trifolio (tres), cuadrilóbulo (cuatro), pentafolio (cinco), sextifolio (seis), octofolio (ocho) o multifolio y polifolio para más de ocho.
El arco, dependiendo del estilo arquitectónico podrá ser de medio punto, apuntado, o de herradura entre otras formas.
La diferencia con el arco festoneado es que en el arco polilobulado, los lóbulos que forman el intradós del arco son cóncavos y en el festoneado son convexos.
Asimismo, se denomina arco angrelado cuando la decoración del intradós del arco está realizada a base de piezas alternas que forman un dentado de pequeño tamaño.
Este tipo de arco, en sus variantes con distintos detalles constructivos y decorativos, se utilizó tanto en la arquitectura islámica, como en la arquitectura románica y en la arquitectura gótica, y también forma parte de edificaciones posteriores que recrean el estilo de estas épocas.

## En la arquitectura islámica

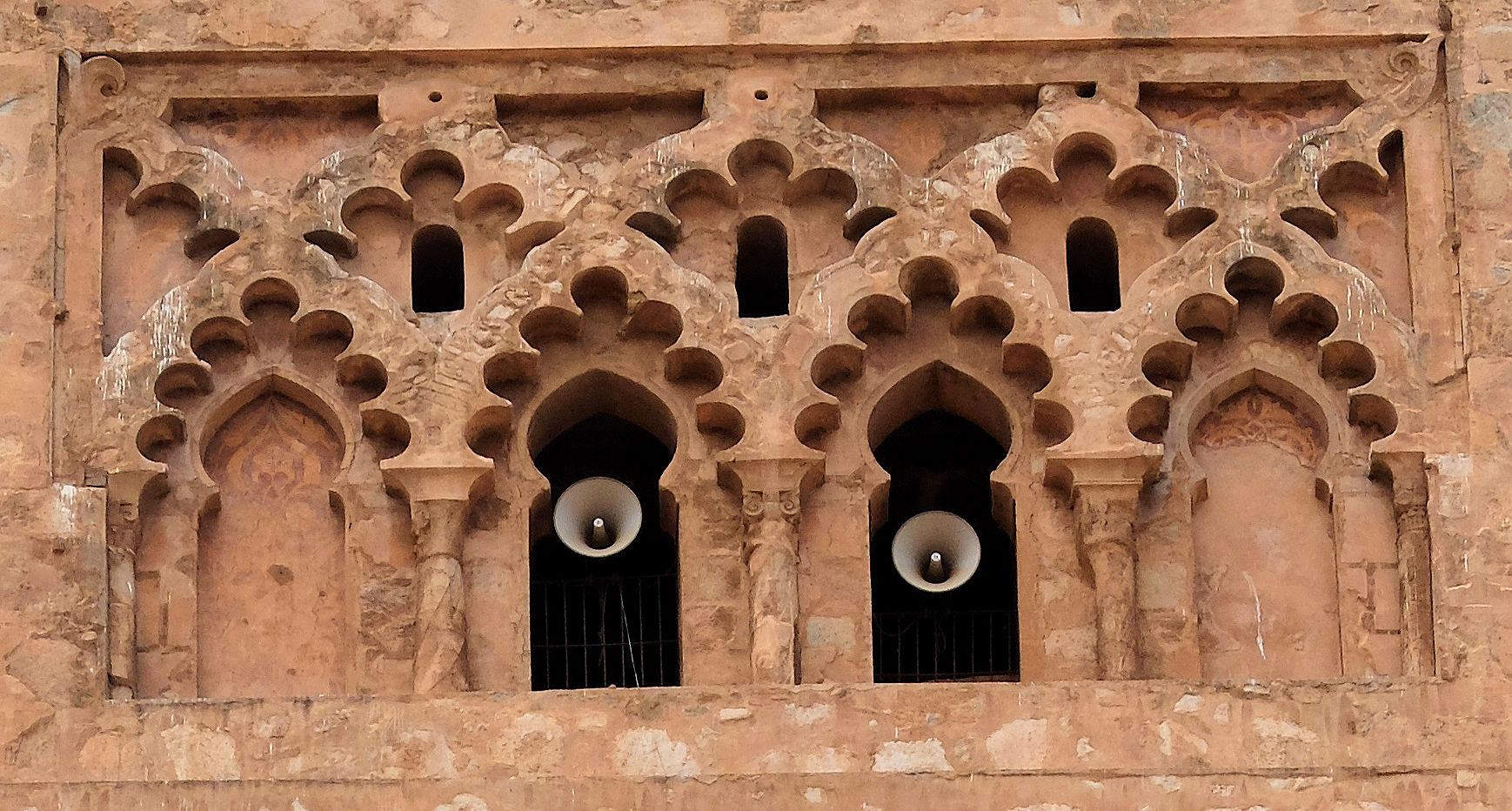
Arcos ciegos y arcos multilobulados entrelazados alrededor de las ventanas del minarete de la Mezquita Kutubía en Marrakech, Marruecos

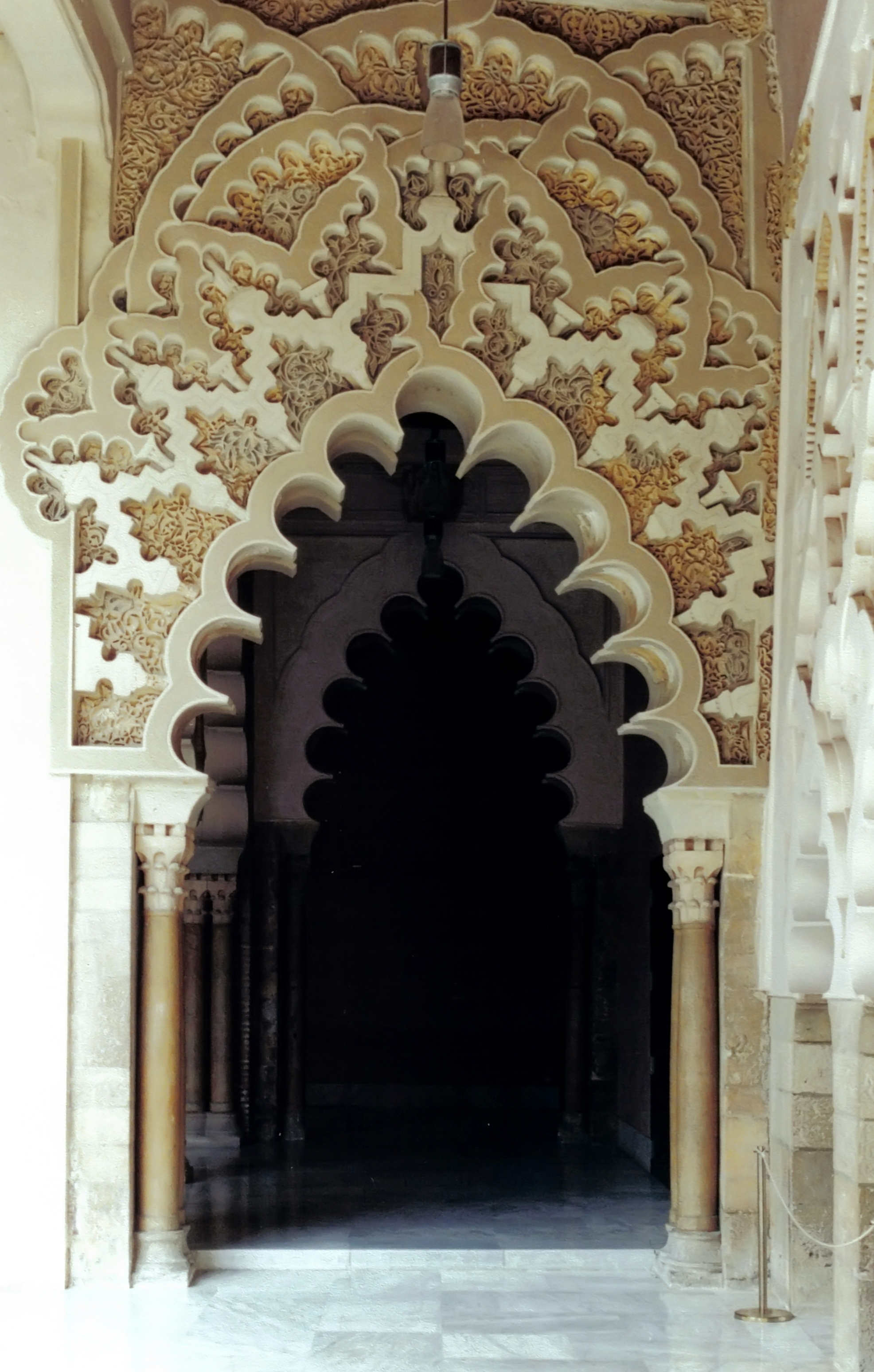
Arco polilobulado en el Palacio de la Aljafería, Zaragoza, España

El arco multilobulado es especialmente característico del arte islámico y de su arquitectura, y especialmente en la arquitectura morisca propia de al-Ándalus y de la Marruecos y de África del Norte. Los primeros ejemplos se encuentran en algunos de los arcos de la Gran Mezquita de Córdoba en al-Ándalus (actualmente España), particularmente en su macsura (la zona reservada al califa), que data del siglo X, durante el período califal.
Los típicos arcos multilobulados que aparecen en edificios posteriores tienen sus primeros precedentes en la arquitectura fatimí desarrollada en Ifriquía y Egipto. También aparece en el Palacio de la Aljafería, perteneciente al período de las Taifas de al-Ándalus (siglos X-XI). En los períodos almorávide y almohade, este tipo de arco se perfeccionó aún más para asumir funciones decorativas, mientras que el arco de herradura siguió siendo la forma más común en otros lugares.: 232–234  Aparecen, por ejemplo, en la Mezquita de Tremecén (en Argelia) y en la Mezquita de Tinmal.: 232  El motivo de los arcos entrelazados y multilobulados también dio lugar al motivo decorativo denominado sebka, que se emplea con frecuencia en el arte y la arquitectura de la región.: 257–258 
La tradición islámica pervivió en hasta el siglo XVII en la arquitectura mogola de la India, donde se pueden encontrar ejemplos del uso de arcos polilobulados tan notables como el Fuerte de Agra, declarado patrimonio de la Humanidad por la UNESCO.
|  |  |  |  |

## En la arquitectura románica
La arquitectura románica de los reinos cristianos de España, muy posiblemente influida por los modelos de la arquitectura de la vecina al-Ándalus, utilizó los arcos festoneados y polilobulados con relativa frecuencia, uso del que se conservan numerosos ejemplos en el ámbito del Camino de Santiago (como la iglesia de Santiago (Puente la Reina)) o un importante núcleo de iglesias localizadas en las provincias de Segovia, Guadalajara y Zamora (con ejemplos como la iglesia de Nuestra Señora de la Asunción (Duratón) y la Iglesia de Nuestra Señora de la Natividad, en El Olmo, ambas en Segovia; la Iglesia de San Bartolomé de Campisábalos en Guadalajara; o la Colegiata de Santa María la Mayor de Toro, Zamora).
|  |  |  |  |  |

Por su parte, los arcos festoneados y polilobulados llegaron a Francia en el siglo XII a través del Camino de Arlés, uno de los principales recorridos franceses del Camino de Santiago.
|  |  |

## En el mudéjar
La arquitectura mudéjar es el producto de la síntesis de las formas procedentes de al-Ándalus con las corrientes artísticas cristianas, que se produjo a través de la mano de obra de origen morisco que se dedicó a construir iglesias en las zonas reconquistadas. En consecuencia, en arco polilobulado se trasvasó a las nuevas edificaciones, aunque sin la relevancia que llegó a tener en el arte islámico.
|  |  |  |  |  |

## En el gótico
En la arquitectura gótica se utilizan con frecuencia pequeños arcos de tracería trilobulados, especialmente como subdivisión de los arcos utilizados en claustros y ventanales. Sin embargo, es en la península ibérica, posiblemente como reminiscencia del influjo islámico, donde se encuentra el mayor número de ejemplos, con la presencia de arcadas polilobuladas en construcciones góticas tan notables como la Catedral de Palma de Mallorca o la Catedral de Orihuela. También se localizan algunos de estos arcos polilobulados en iglesias vinculadas al Camino de Santiago, como San Pedro de la Rúa en Estella o San Román de Cirauqui, ambas en Navarra. En Portugal, el gótico manuelino cuenta con un destacado ejemplo en el Monasterio de Batalha, que cuenta en su Capilla Inacabada con una serie de arcos ojivales con su intradós decorado con formas lobuladas.
|  |  |  |  |  |  |

## Usos posteriores
Las referencias a estilos arquitectónicos del pasado fueron muy habituales desde mediados del siglo XIX (especialmente en la época Victoriana) hasta mediados del siglo XX, y ocasionalmente se siguen construyendo nuevas edificaciones en las que se reviven formas artísticas extraídas de la tradición histórica, entre las que el estilo neo-islámico en sus distintas variantes o el neo-gótico tienen un papel destacado, lo que propicia el uso del arco polilobulado.  
|  |  |  |  |